# Regionalverband Ruhr
Der Regionalverband Ruhr (RVR) in Nordrhein-Westfalen mit Sitz in Essen ist der Zusammenschluss der 11 kreisfreien Städte und vier Kreise des Ruhrgebiets mit rund 5,1 Millionen Einwohnern. Der Verband ist eine Körperschaft des öffentlichen Rechts mit dem Recht auf Selbstverwaltung durch seine Organe.

## Geschichte

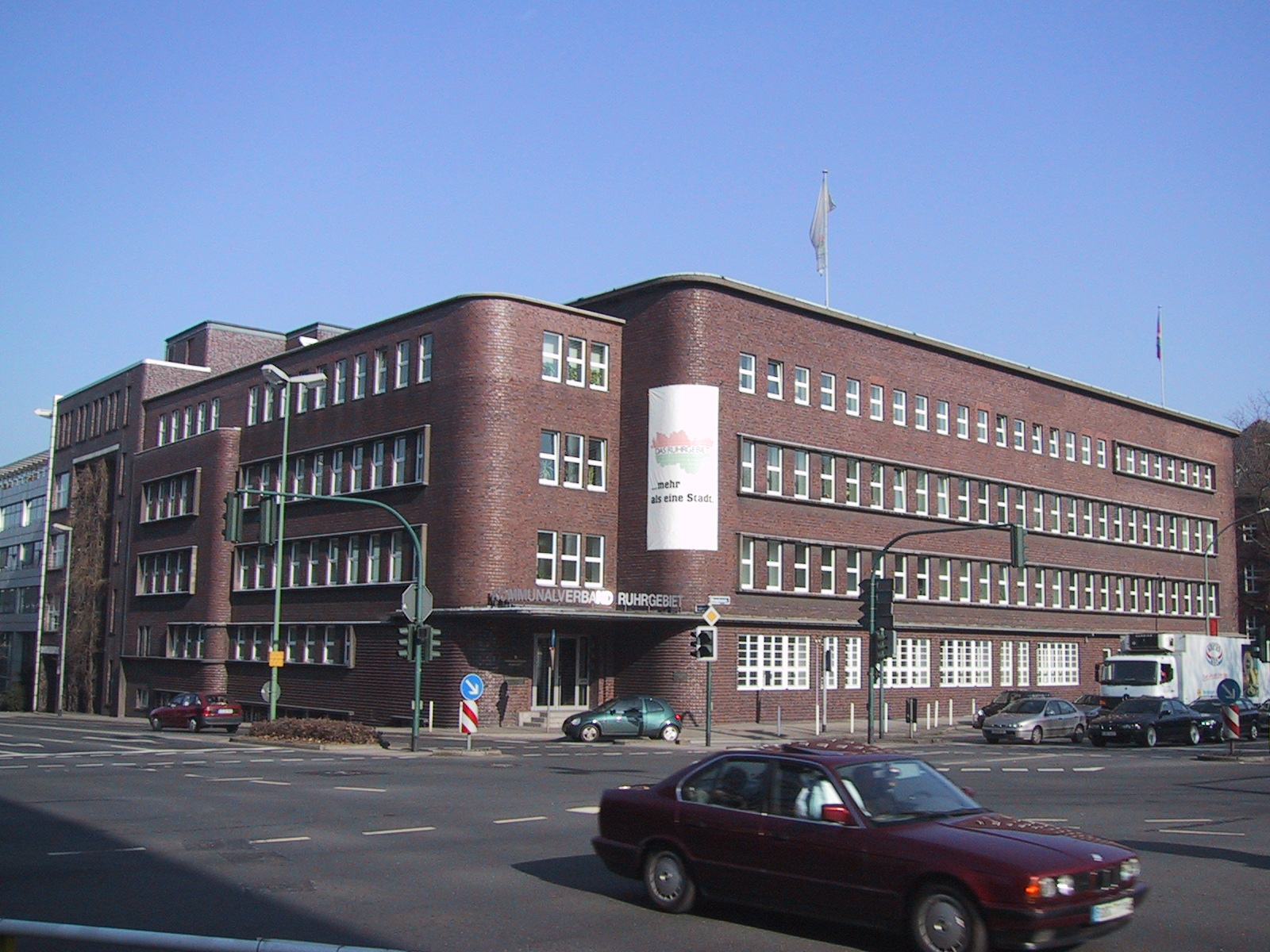
Verwaltungsgebäude des Regionalverbands Ruhr in Essen von Alfred Fischer

Gegründet wurde der Verband als Siedlungsverband Ruhrkohlenbezirk (SVR) 1920 als Zusammenschluss der Gemeinden und Kreise des Ruhrgebietes, um die Reparationsforderungen aus dem Versailler Vertrag erfüllen zu können. Etwa 150.000 Bergleute und etwa 600.000 weitere Menschen sollten im Ruhrgebiet zusätzlich angesiedelt werden, um den Ruhrbergbau zu unterstützen. Die Planung sollte vom Verband zentral gelenkt werden.
Der Essener Beigeordnete Robert Schmidt war der geistige Vater und bis 1932 erster Verbandsdirektor des SVR. Angeregt durch den Düsseldorfer Regierungspräsidenten Francis Kruse, dem nach Diskursen auf der Internationalen Städtebau-Ausstellung Düsseldorf 1910 ein „Nationalpark für den rheinisch-westfälischen Industriebezirk“ vorschwebte, entwarf er bis 1912 das Konzept eines Generalsiedlungsplans für die Region zwischen Emscher und Ruhr. Der Plan war politisch nicht mehrheitsfähig, bildete aber die geistige Grundlage der ersten überörtlichen Ruhrgebiets-Organisation. Am 5. Mai 1920 gaben die Reichsregierung, die preußische Landesversammlung und die beteiligten Ruhrgebietsstädte grünes Licht für die Gründung des Siedlungsverbandes Ruhrkohlenbezirk.
Vorbild für den SVR waren die damaligen Berliner Vororte. Diese hatten sich in den Jahren 1911/12 mit der Stadt Berlin zu einem Zweckverband zusammengeschlossen, der die Keimzelle von Groß-Berlin bildete. Der SVR war der erste Siedlungsverband in Deutschland mit einer gesetzlichen Grundlage, die ihm weitreichende Planungsaufgaben zuwies.
Ein Ziel des SVR war es, eine Zersiedlung zu verhindern, damit unverzichtbare Grün- und Freiflächen erhalten werden konnten. Dazu wurden mehrere Regionale Grünzüge definiert, deren Nord-Süd-Verlauf bis heute zwischen den Städten im Ballungsraum des Ruhrgebietes erhalten ist. Bereits in der Gründungsphase des SVR wurden Projekte wie der Ruhrschnellweg, eine Regionalschnellbahn und die Revierparks vorgedacht. Durch den Bau von Verbandsstraßen und die 1925 eingeführte einheitliche Ortsbeschilderung sollte das Ruhrgebiet auch verkehrstechnisch zusammenwachsen.
Im Jahr 1935 während des Nationalsozialismus wurde die Organisation gleichgeschaltet und der Reichsstelle für Raumordnung unterstellt. In den 1950er Jahren entwickelte der SVR Städtebauprojekte wie beispielsweise die Neue Stadt Wulfen. Nachhaltigen Einfluss hatte der SVR vor allem in den 1960er Jahren. Eines der größten Projekte war zu dieser Zeit die Planung und Organisation der städteübergreifenden Abfallentsorgung. Die Aufgaben des Verbandes bei der Raumordnung und beim Städtebau wurden 1962 im Landesplanungsgesetz des Landes Nordrhein-Westfalen festgelegt, 1975 jedoch eingeschränkt und 1979 mit dem Gesetz über den Kommunalverband Ruhrgebiet (KVR) für weitere 25 Jahre geregelt. Zum 1. Oktober 2004 wurde der Kommunalverband Ruhrgebiet mit der Änderung des Verbandsgesetzes durch den Landtag Nordrhein-Westfalen in Regionalverband Ruhr umbenannt. Dabei erhielt er erweiterte Zuständigkeiten in der regionalen Selbstverwaltung. Mit der Übertragung der staatlichen Regionalplanung im Jahre 2009 auf den Regionalverband Ruhr gibt es nach 34 Jahren wieder eine einheitliche Regionalplanung für das Ruhrgebiet.

## Aufgaben und Finanzierung
Die Aufgaben und Tätigkeiten des Regionalverbandes Ruhr sind im RVR-Gesetz geregelt. Der RVR ist für die staatliche Regionalplanung in der „Metropole Ruhr“ zuständig. Seit 2011 war er damit befasst, einen Regionalplan Ruhr aufzustellen. Mit der Veröffentlichung im Gesetz- und Verordnungsblatt Nordrhein-Westfalen am 28. Februar 2024 ist der Regionalplan Ruhr offiziell in Kraft getreten.
Der RVR ist außerdem Träger von Infrastrukturprojekten wie der Route der Industriekultur und des Emscher Landschaftsparks. Zu den ältesten Kernaufgaben des RVR zählen Schutz und Pflege der Umwelt durch die Sicherung von Freiflächen. Der Verband bewirtschaftet große und kleine Wald-Naherholungsgebiete, Flora-Fauna-Habitat- und Naturschutzgebiete, Seen, rekultivierte Bergbaufolge- und Haldenlandschaften.
Für die Bewirtschaftung seiner rund 16.000 Hektar Freiflächen, davon 14.500 Hektar Wald, hat der RVR die eigenbetriebsähnliche Einrichtung RVR Ruhr Grün gegründet. Zu seinen gesetzlichen Aufgaben gehören zudem die regionale Wirtschafts- und Tourismusförderung sowie die Öffentlichkeitsarbeit für die Metropole Ruhr. Zusammen mit seinen kommunalen Partnern trägt er die sieben Revier- und Freizeitparks. Der RVR erhebt zudem Geo- und Klimadaten über die Region und stellt sie seinen Mitgliedskommunen u. a. für planerische Zwecke zur Verfügung. Zum Verbandsgebiet zählen die elf kreisfreien Städte Bochum, Bottrop, Duisburg, Dortmund, Essen, Gelsenkirchen, Hagen, Hamm, Herne, Mülheim an der Ruhr und Oberhausen sowie die vier Kreise Ennepe-Ruhr, Recklinghausen, Unna und Wesel. Der RVR wird durch die Umlage seiner Mitglieder finanziert und bei Projekten durch Fördermittel von Land, Bund und EU unterstützt.
Zudem ist er an zahlreichen Gesellschaften beteiligt, als Alleingesellschafter fungiert er bei der Ruhr Tourismus GmbH (RTG), der Business Metropole Ruhr GmbH (BMR) sowie der AGR Abfallentsorgungs-Gesellschaft Ruhrgebiet mbH. Organe des Verbandes sind die Verbandsversammlung, der Verbandsausschuss und der Regionaldirektor. Die Verbandsversammlung setzt sich den Ergebnissen der Kommunalwahlen entsprechend zusammen. Alle Oberbürgermeister und Landräte der Region haben als Pflichtmitglieder Sitz und Stimme in der Verbandsversammlung und im Kommunalrat. Erstmals wird das Ruhrparlament im Jahr 2020 direkt gewählt.

## Mitgliedskörperschaften

### 1920
Der Siedlungsverband Ruhrkohlenbezirk umfasste mit Stand 1. Oktober 1920:
- die Stadtkreise Bochum, Buer, Dortmund, Duisburg, Essen, Gelsenkirchen, Hamborn, Hamm, Herne, Hörde, Mülheim (Ruhr), Oberhausen, Recklinghausen, Sterkrade und Witten,
- die Landkreise Bochum, Dortmund, Essen, Hörde und Recklinghausen,
- die Kreise Dinslaken und Moers.

Bis 1. Oktober 1923 vorbehaltener Beitritt:
- die Stadtkreise Crefeld und Düsseldorf,
- die Landkreise Crefeld und Düsseldorf,
- die Kreise Cleve, Kempen, Lüdinghausen und Rees.

### 1945
Der Siedlungsverband Ruhrkohlenbezirk umfasste zum 1. Januar 1945:
- die Stadtkreise Bochum, Bottrop, Castrop-Rauxel, Dortmund, Duisburg, Essen, Gelsenkirchen, Gladbeck, Hagen, Hamm (Westf.), Herne, Mülheim an der Ruhr, Lünen, Oberhausen, Recklinghausen, Wanne-Eickel, Wattenscheid und Witten,
- den Landkreis Recklinghausen,
- die Landkreise Dinslaken, Düsseldorf-Mettmann (teilweise), Ennepe-Ruhrkreis, Geldern, Iserlohn (teilweise), Moers, Rees (teilweise) und Unna.

### Aktuell

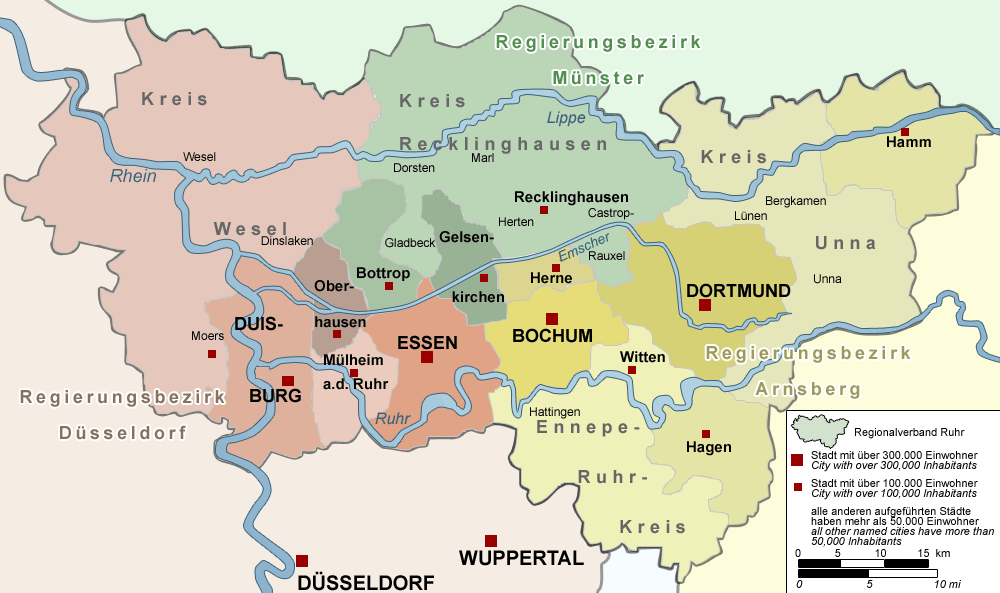
Die Verwaltungsorganisation des Regionalverband Ruhr

Die kreisfreien Städte sowie die Kreise bilden den Regionalverband Ruhr. Die in Klammern aufgeführten kreisangehörigen Gemeinden und Städte sind keine eigenständigen Mitglieder des RVR; Mitglieder sind jedoch die jeweils zuständigen Kreise.
- Bochum
- Bottrop
- Dortmund
- Duisburg
- Essen
- Gelsenkirchen
- Hagen
- Hamm
- Herne
- Mülheim an der Ruhr
- Oberhausen
- Ennepe-Ruhr-Kreis (mit den Städten Breckerfeld, Ennepetal, Gevelsberg, Hattingen, Herdecke, Schwelm, Sprockhövel, Wetter (Ruhr) und Witten)
- Kreis Recklinghausen (mit den Städten Castrop-Rauxel, Datteln, Dorsten, Gladbeck, Haltern am See, Herten, Marl, Oer-Erkenschwick, Recklinghausen und Waltrop)
- Kreis Unna (mit den Gemeinden/Städten Bergkamen, Bönen, Fröndenberg, Holzwickede, Kamen, Lünen, Schwerte, Selm, Unna und Werne)
- Kreis Wesel (mit den Gemeinden/Städten Alpen, Dinslaken, Hamminkeln, Hünxe, Kamp-Lintfort, Moers, Neukirchen-Vluyn, Rheinberg, Schermbeck, Sonsbeck, Voerde (Niederrhein), Wesel und Xanten)

Ein eigener Regierungsbezirk für den Ballungsraum Ruhr besteht bislang nicht, er teilt sich auf die drei Bezirke Arnsberg, Düsseldorf und Münster auf.

## Struktur
Organe des Verbandes sind neben der Verbandsversammlung („Ruhrparlament“) der Verbandsausschuss und der Regionaldirektor. Der Verbandsausschuss besteht aus dem Vorsitzenden der Verbandsversammlung und sechzehn weiteren Mitgliedern. Die Mitglieder und stellvertretenden Mitglieder des Verbandsausschusses werden von der Verbandsversammlung aus ihrer Mitte für die Dauer der Wahlzeit der Verbandsversammlung gewählt. Der Regionaldirektor sowie die Beigeordneten werden für die Dauer von acht Jahren gewählt. Der Regionaldirektor hat die Beschlüsse der Verbandsversammlung, des Verbandsausschusses und der Ausschüsse vorzubereiten und auszuführen, die vom Verbandsausschuss übertragenen Verwaltungsaufgaben zu erledigen, die Geschäfte der laufenden Verwaltung zu führen und den Verband in Rechts- und Verwaltungsgeschäften zu vertreten.

### Ruhrparlament
Bis 2020 wurden in die Verbandsversammlung Mitglieder von den Räten der elf kreisfreien Ruhrgebietsstädte sowie den Kreistagen der vier Landkreise entsandt. Sie zählte 136 stimmberechtigte Mitglieder und traf sich vier Mal im Jahr in der RVR-Zentrale in Essen zur Sitzung.
- Linke: 4
- Grüne: 20
- SPD: 29
- FDP: 4
- CDU: 27
- AfD: 7

Seit 2020 ist die Verbandsversammlung des Regionalverbandes Ruhr das „Ruhrparlament“. Die 91 Mitglieder des Ruhrparlaments wurden am 13. September 2020 im Rahmen der Kommunalwahlen in Nordrhein-Westfalen erstmals direkt von den wahlberechtigten Bürgern des Ruhrgebiets gewählt.
SPD und Grüne bildeten bis 2014 eine Koalition. In der Wahlperiode 2014 bis 2020 bildeten CDU, SPD und Grüne eine sogenannte „Kenia-Koalition“. Seit 2020 bilden SPD und CDU eine Koalition.
Außerdem gehören zehn beratende Mitglieder als Vertreter von Gewerkschaften, Arbeitgeberverband, Industrie- und Handelskammer, Naturschutzverband und ähnlichem an.

### Regionaldirektoren
Die Verbandsversammlung hat in der Sitzung vom 10. Februar 2017 die amtierende Regionaldirektorin Karola Geiß-Netthöfel einstimmig wiedergewählt. Die Juristin führt seit dem 1. August 2011 die Geschäfte des Verbandes. Ebenfalls einstimmig wiedergewählt wurde zunächst Martin Tönnes als Bereichsleiter Planung. Nachdem er seit Mai 2011 die Regionalplanung des Verbandes, die Route der Industriekultur, die Regionalentwicklung sowie den Bereich Geoinformation und Raumbeobachtung verantwortet hatte und sich gezeigt hatte, dass der von ihm zu erstellende Regionalplan nicht bis Mitte 2020 fertiggestellt werden kann, wurde er am 13. Dezember 2019 von einer Zwei-Drittel-Mehrheit der Verbandsversammlung abgewählt. Der Posten wurde neu ausgeschrieben. Am 15. Juni 2020 wurde Stefan Kuczera zum neuen Beigeordneten Planung gewählt. Zuvor leitete er das Referat Liegenschaften und Hochbau. Markus Schlüter wurde zum neuen Beigeordneten des Bereichs Wirtschaftsführung gewählt und hat seine neue Tätigkeit am 1. Juni 2017 beim RVR aufgenommen. Markus Schlüter wurde zudem von der Verbandsversammlung zum allgemeinen Vertreter der Regionaldirektorin gewählt. Nina Frense wurde zur neuen Beigeordneten des Bereichs Umwelt gewählt und hat zum 1. Juli 2017 ihre Tätigkeit beim RVR aufgenommen.
- seit Februar 2024: Garrelt Duin (SPD)
- 2011–2024: Karola Geiß-Netthöfel (SPD), seit 1. August 2011
- 2005–2011: Heinz-Dieter Klink (SPD), 1. März 2005 – 31. Juli 2011
- 2004–2005: Christa Thoben (CDU), 1. Oktober 2004 bis 28. Februar 2005
- 1995–2004: Gerd Willamowski (SPD), bis September 2004
- 1978–1994: Jürgen Gramke (SPD)
- 1967–1978: Heinz Neufang (SPD), 16. November 1967 bis 31. August 1978 (Ruhestand)
- 1965–1966: Friedrich Halstenberg (SPD)
- 1959–1965: Josef Umlauf, 1. April 1959 bis 31. Juli 1965
- 1951–1957: Sturm Kegel (CDU), bis 31. Dezember 1957 (Ruhestand)
- 1945–1951: Philipp Rappaport
- 1937–1945: Albert Lange
- 1920–1932: Robert Schmidt, 1. Oktober 1920 bis 30. September 1932 (Ruhestand)

## Tochtergesellschaften

Logo der Business Metropole Ruhr GmbH

- Business Metropole Ruhr GmbH (BMR)

Die BMR entwickelt und vermarktet den Wirtschaftsstandort Metropole Ruhr. Sie bündelt die wirtschaftlichen Interessen der 53 Städte der Region. Ziel der Arbeit der BMR ist, die Wettbewerbsfähigkeit des Ruhrgebiets zu steigern. Dazu gehört, eine volkswirtschaftliche Gesamtstrategie für die Metropole Ruhr umzusetzen und fortwährend weiterzuentwickeln sowie das Image des Wirtschaftsstandortes als leistungsstarke und innovative Region national und international zu fördern.
- Ruhr Tourismus GmbH (RTG)

Die RTG wurde mit dem Ziel der Bündelung von Produktentwicklung, Marketing und Vertrieb und der Entwicklung eines eigenständigen touristischen Regionalprofils für die Metropole Ruhr gegründet. Aufgabe der RTG ist die Profilierung der Metropole Ruhr als neues Reiseziel und die Vernetzung der touristischen Partner der Region mit dem Ziel einer effizienteren Vermarktung.
- Freizeitgesellschaft Metropole Ruhr mbH (FMR)

Aufgabe der FMR ist es unter anderem, die Angebote der einzelnen Einrichtungen besser aufeinander abzustimmen und diese aktiv zu vermarkten. In der GmbH, die 2017 ihre Arbeit aufgenommen hat, sind die Revierparks Mattlerbusch (Duisburg), Vonderort (Oberhausen/Bottrop) und Nienhausen (Essen/Gelsenkirchen) sowie die Freizeitzentrum Kemnade GmbH (Bochum/Witten/Ennepe-Ruhr-Kreis) zusammengeführt.
- Abfallentsorgungs-Gesellschaft Ruhrgebiet mbH (AGR)

Die AGR Gruppe versteht sich als umfassender Anbieter in der Entsorgungs- und Kreislaufwirtschaft. Sie ist Teil der industriellen Infrastruktur in der Region. Neben den Hauptaufgaben – der Verwertung und Beseitigung von kommunalen Siedlungs-, Gewerbe- und Sonderabfällen – entwickelt die AGR für ihre Kunden Konzepte für eine sach- und fachgerechte Entsorgung.